# فرد غاردنر (صحفي)
فرد غاردنر (بالإنجليزية: Fred Gardner)‏ هو صحفي أمريكي، ولد في 1941.